# Tir à l'arc par équipes masculin aux Jeux olympiques d'été de 2012
Navigation
Pékin 2008 Rio de Janeiro 2016
L'épreuve par équipes masculine de tir à l'arc des Jeux olympiques d'été 2012 de Londres s'est déroulée au Lord's Cricket Ground, les 27 et 28 juillet 2012. 
L'équipe de l'Italie a remporté la médaille d'or avec Michele Frangilli, Marco Galiazzo et Mauro Nespoli. Les États-Unis ont remporté l'argent et la Corée du Sud a remporté le bronze.

## Format de la compétition
Les équipes sont composées de trois archers. Les 12 meilleures équipes sont classées par rapport aux résultats obtenus par leurs athlètes lors du tour de qualification de l'épreuve individuelle. Ce classement détermine le tableau de la phase finale. 
Chaque membre de l'équipe tire 8 flèches dans un match (pour un total de 24 flèches par équipe) et l'équipe avec le total le plus élevé gagne le match. Le vainqueur se qualifie pour le tour suivant tandis que l'équipe perdante est éliminée de la compétition.

## Médaillés
| Or                                                    | Argent                                             | Bronze                                            |
| Italie Michele Frangilli Marco Galiazzo Mauro Nespoli | États-Unis Jake Kaminski Brady Ellison Jacob Wukie | Corée du Sud Kim Bub-min Im Dong-hyun Oh Jin-hyek |

## Programme

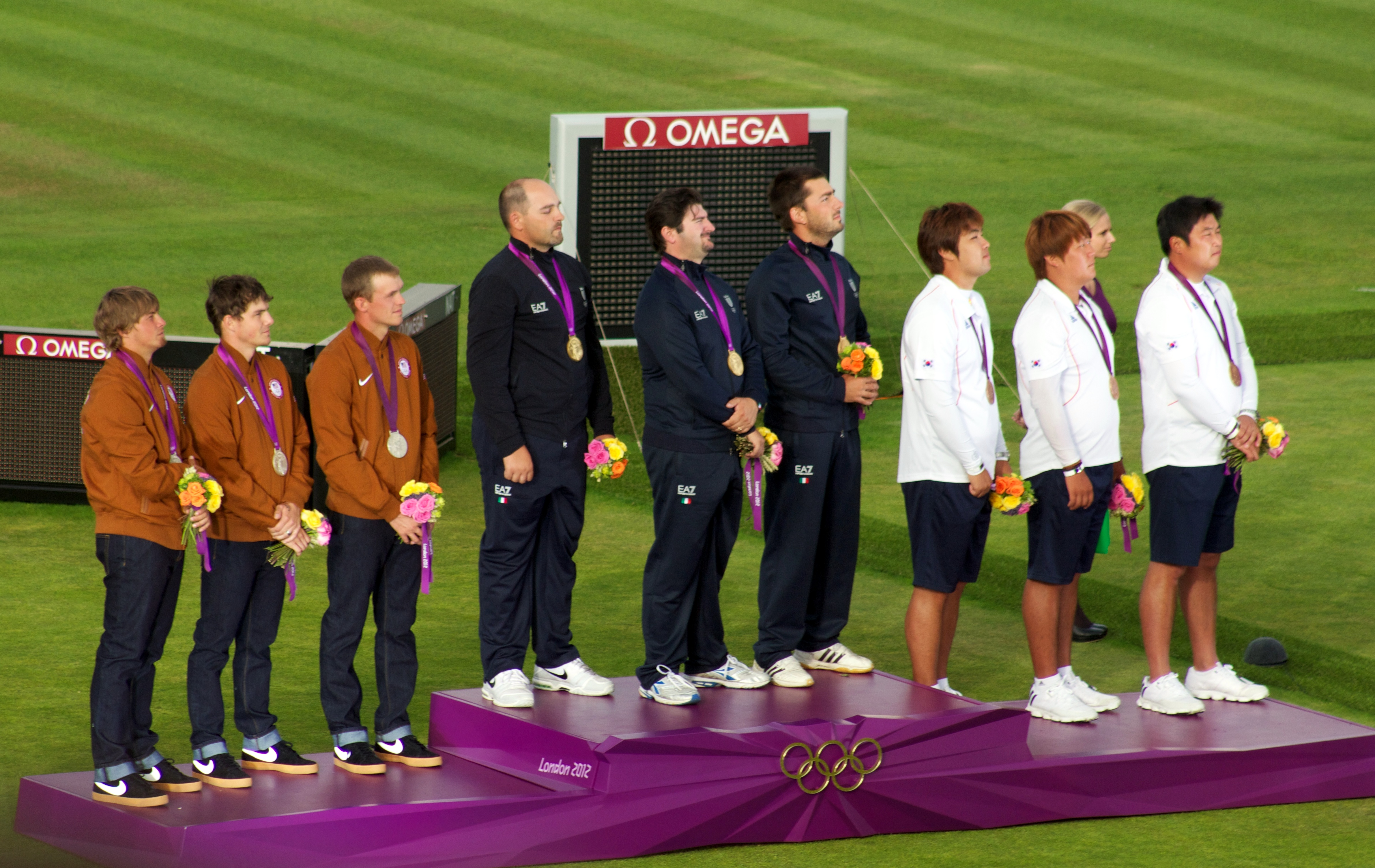
Cérémonie des médailles pour l'épreuve par équipes hommes

Tous les temps correspondent à l'UTC+1
| Date                     | Horaire                         | Manche                                             |
| ------------------------ | ------------------------------- | -------------------------------------------------- |
| Vendredi 27 juillet 2012 | 09 h 00 – 11 h 00               | Tour de classement                                 |
| Samedi 28 juillet 2012   | 09 h 00 15 h 00 16 h 40 17 h 33 | 8e de finale Quarts de finale Demi-finales Finales |

## Résultats

### Tour de classement
| Rang | Pays            | Archers                                               | Score     |
| ---- | --------------- | ----------------------------------------------------- | --------- |
| 1    | Corée du Sud    | Kim Bub-min Im Dong-hyun Oh Jin-hyek                  | 2087 (RM) |
| 2    | France          | Romain Girouille Thomas Faucheron Gaël Prevost        | 2021      |
| 3    | Chine           | Dai Xiaoxiang Liu Zhaowu Xing Yu                      | 2019      |
| 4    | États-Unis      | Jake Kaminski Brady Ellison Jacob Wukie               | 2019      |
| 5    | Japon           | Hideki Kikuchi Yu Ishizu Takaharu Furukawa            | 2009      |
| 6    | Italie          | Michele Frangilli Marco Galiazzo Mauro Nespoli        | 1998      |
| 7    | Mexique         | Luis Alvarez Murillo Juan René Serrano Eduardo Vélez  | 1996      |
| 8    | Grande-Bretagne | Laurence Godfrey Simon Terry Alan Wills               | 1994      |
| 9    | Ukraine         | Markiyan Ivashko Dmytro Hrachov Viktor Ruban          | 1992      |
| 10   | Malaisie        | Khairul Anuar Mohamad Haziq Kamaruddin Cheng Chu Sian | 1981      |
| 11   | Taipei chinois  | Chen Yu-chen Kuo Cheng-wei Wang Cheng-pang            | 1972      |
| 12   | Inde            | Rahul Banerjee Jayanta Talukdar Tarundeep Rai         | 1969      |

### Qualification
| Match | Equipe 1       | Résultat            | Equipe 2        |
| 1     | Ukraine        | 223 - 212           | Grande-Bretagne |
| 2     | Japon          | 214 - 214 (29 - 27) | Inde            |
| 3     | Taipei chinois | 206 - 216           | Italie          |
| 4     | Mexique        | 216 - 211           | Malaisie        |

### Tableau final
Voici le tableau final pour l'épreuve par équipe hommes :
|  | Quarts de finale | Quarts de finale |              |              | Demi-finales           | Demi-finales |  |  | Finale  | Finale |
|  | Quarts de finale | Quarts de finale |              |              | Demi-finales           | Demi-finales |  |  | Finale  | Finale |
|  |                  |                  |              |              |                        |              |  |  |         |        |
|  |                  |                  |              |              |                        |              |  |  |         |        |
|  |                  |                  |              |              |                        |              |  |  |         |        |
|  | Corée du Sud     | 227              |              |              |                        |              |  |  |         |        |
|  | Corée du Sud     | 227              |              |              |                        |              |  |  |         |        |
|  | Ukraine          | 220              |              |              |                        |              |  |  |         |        |
|  | Ukraine          | 220              | Corée du Sud | 219          |                        |              |  |  |         |        |
|  |                  |                  | Corée du Sud | 219          |                        |              |  |  |         |        |
|  |                  | États-Unis       | 224          |              |                        |              |  |  |         |        |
|  | Japon            | États-Unis       | 224          | 219          |                        |              |  |  |         |        |
|  | Japon            |                  |              | 219          |                        |              |  |  |         |        |
|  | États-Unis       | 220              |              |              |                        |              |  |  |         |        |
|  | États-Unis       | 220              | États-Unis   | 218          |                        |              |  |  |         |        |
|  |                  |                  | États-Unis   | 218          |                        |              |  |  |         |        |
|  |                  | Italie           | 219          |              |                        |              |  |  |         |        |
|  | Chine            | Italie           | 219          | 216          |                        |              |  |  |         |        |
|  | Chine            |                  |              | 216          |                        |              |  |  |         |        |
|  | Italie           | 220              |              |              |                        |              |  |  |         |        |
|  | Italie           | 220              | Italie       | 217          |                        |              |  |  |         |        |
|  |                  |                  | Italie       | 217          | Match pour la 3e place |              |  |  |         |        |
|  |                  | Mexique          | 215          |              |                        |              |  |  |         |        |
|  | Mexique          | Mexique          | 215          | 220          |                        |              |  |  |         |        |
|  | Mexique          |                  |              | 220          |                        |              |  |  |         |        |
|  | France           | 212              |              | Corée du Sud | 224                    |              |  |  |         |        |
|  | France           | 212              |              | Corée du Sud | 224                    |              |  |  |         |        |
|  |                  |                  |              |              |                        |              |  |  | Mexique | 219    |
|  |                  |                  |              |              |                        |              |  |  | Mexique | 219    |